# کیسه‌موش معمولی
کیسه‌موش معمولی (نام علمی: Planigale maculata) نام یک گونه از سرده کیسه‌موش‌ها است.